# Bilanzsumme
Die Bilanzsumme ist im Rechnungswesen die Summe der Aktiva bzw. Passiva einer Bilanz zu einem bestimmten Stichtag.
Die Summe der Aktivseite einer Bilanz ist stets so hoch wie die Summe der Passivseite. Das liegt daran, dass beide Bilanzseiten über das Eigenkapital zum Ausgleich gebracht werden. In dieser Ausgeglichenheit der Bilanzseiten liegt der Ursprung des Wortes „Bilanz“ (lateinisch bilancia ‚(Balken-)Waage‘).
Die Bilanzsumme ist ein Aggregat, welches sich auf der Vermögensseite einer Bilanz aus dem Anlagevermögen und dem Umlaufvermögen sowie auf der Kapitalseite aus dem Eigenkapital und dem Fremdkapital zusammensetzt:
| Aktiva           | Passiva        |
| Anlagevermögen   | Eigenkapital   |
| + Umlaufvermögen | + Fremdkapital |
| = Bilanzsumme    | = Bilanzsumme  |

Die Bilanzsumme ist ein Rechtsbegriff. In § 266 Abs. 2 und 3 HGB sind die einzelnen Bilanzpositionen („Posten“) abschließend aufgezählt, ohne dass die Bilanzsumme als ihr Additionsergebnis erwähnt wird. Bilanzrechtlich ist also die Bilanzsumme keine Bilanzposition. Der nach § 266 Abs. 3 HGB auf der Aktivseite zu verbuchende Jahresfehlbetrag darf gemäß § 267 Abs. 4a HGB nicht in die Bilanzsumme einbezogen werden.

## Aktivtausch / Passivtausch, Bilanzverlängerung / Bilanzverkürzung
Einzelne Bilanzpositionen können sich durch Geschäftsvorfälle ändern und müssen dadurch innerhalb der Bilanz anders, neu oder nicht mehr zugeordnet werden. Das kann zu einem Aktivtausch oder Passivtausch oder zu einer Bilanzverlängerung oder Bilanzverkürzung führen. Während sich Aktiv- und Passivtausch nicht auf die Höhe der Bilanzsumme auswirken, führen Bilanzverlängerung und -verkürzung zu einer Erhöhung bzw. Verringerung der Bilanzsumme.

### Aktivtausch
Ein Aktivtausch ist eine Buchung, bei dem Positionen innerhalb der Aktivseite einer Bilanz umgeschichtet werden, ohne dass sich dabei die Bilanzsumme verändert.
Beispiele
- Bareinzahlung einer Forderung durch einen Kunden (Kasse gegen Forderung),
- Kauf von Werkstoffen (Rohstoff, Hilfsstoffen und Betriebsstoff) durch Barzahlung,
- Verkauf von verbrieften Forderungen (beispielsweise der Verkauf von Staatsanleihen durch eine Geschäftsbank an die Zentralbank: sie erhält im Gegenzug Zentralbankgeld gutgeschrieben).

### Passivtausch
Ein Passivtausch ist eine Buchung, bei dem Positionen innerhalb der Passivseite einer Bilanz umgeschichtet werden, ohne dass sich dabei die Bilanzsumme verändert.
Beispiele
- Konsolidierung einer kurzfristigen Verbindlichkeit in ein langfristiges Darlehen,
- Kapitalerhöhung aus Gesellschaftsmitteln,
- Umschuldung auf Fremdwährung.

### Bilanzverlängerung
Eine Bilanzverlängerung liegt vor, wenn sich Aktivseite und Passivseite einer Bilanz um die gleiche Summe erhöhen; die Bilanzsumme steigt. Eine Bilanzverlängerung wird auch als Aktiv-Passiv-Mehrung bezeichnet.
Beispiele
- Ein Unternehmen finanziert eine Lagerhalle auf Kredit: Auf der Aktivseite erhöht der Bilanzposten Sachanlagevermögen die Bilanzsumme, auf der Passivseite erhöht der Kredit den Bilanzposten Verbindlichkeiten und damit ebenfalls die Bilanzsumme. Das Gesamtvermögen des Unternehmens ändert sich dadurch nicht.

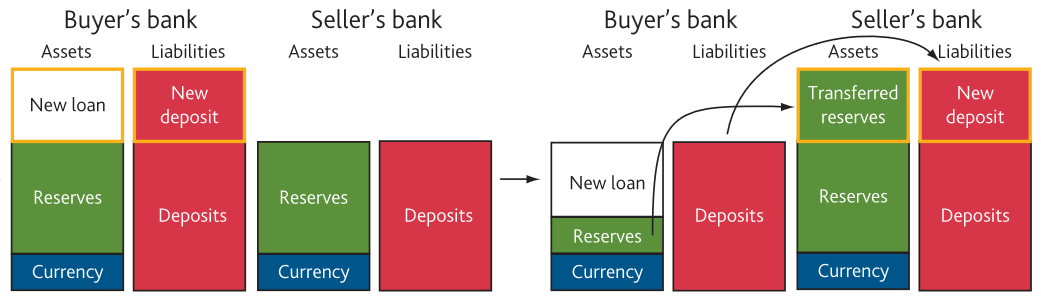
Bilanzverlängerung und -verkürzung bei Betrachtung der Kreditgewährung einer einzelnen Geschäftsbank

- Für eine kreditgebende Bank stellt die Kreditvergabe zunächst eine Bilanzverlängerung dar:[5] Der dem Kreditnehmer gutgeschriebene Geldbetrag erhöht den Passivsaldo der Bank (Verbindlichkeiten), die Schuld des Kreditnehmers erhöht den Aktivsaldo um denselben Betrag (Kreditforderungen). Sobald der Kreditnehmer über den gutgeschriebenen Kreditbetrag verfügt (Barabhebung oder durch Überweisung an eine andere Bank), wird die Bilanz der kreditgewährenden Bank wiederum verkürzt (minus Zentralbankreserven [Aktiva]/minus Verbindlichkeiten [Passiva]). Die Vermögen von Kreditnehmer und Kreditgeber bleiben dabei unverändert.
- Durch Verbuchung durchlaufender Posten.

### Bilanzverkürzung
Eine Bilanzverkürzung liegt vor, wenn sich Aktivseite und Passivseite der Bilanz um die gleiche Summe verringern (beide Seiten werden „verkürzt“), die Bilanzsumme schrumpft. Dies geschieht beispielsweise, wenn das Unternehmen aus dem Kassenbestand der Aktivseite seine Lieferverbindlichkeiten bezahlt, wobei beide Bilanzpositionen um den gleichen Betrag abnehmen. Ein weiterer Fall ist die effektive Kapitalherabsetzung, bei der die Gesellschafter einen Teil ihres Eigenkapitals aus dem Betriebsvermögen zurückgezahlt bekommen. Bilanzverkürzung wird auch als Aktiv-Passiv-Minderung bezeichnet. 

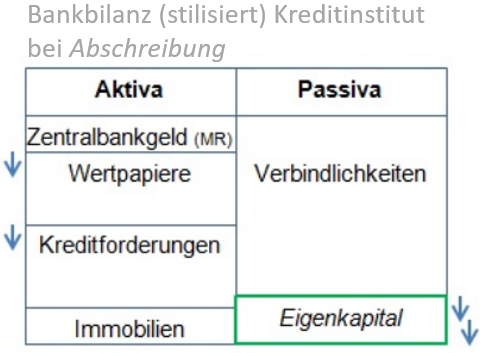
Beispiel Bankbilanz: Wertminderungen von Vermögenspositionen (Aktiva) vermindern auf der anderen Seite bilanztechnisch das Eigenkapital (Passiva).

Eine Bilanzverkürzung findet beispielsweise statt, wenn Vermögenswerte (auf der Aktivseite) abwerten und letztlich teilweise abgeschrieben werden müssen. Dann verkürzt sich (auf beiden Seiten der Bilanz) die Bilanzsumme. Die Höhe der Verbindlichkeiten bleibt bestehen, die Solvabilität verringert sich; im schlimmsten Fall droht daraus Insolvenz.

## Bilanzsumme als Kennzahl
Die Bilanzsumme selbst ist bereits eine betriebswirtschaftliche Kennzahl. Für andere Kennzahlen dient sie als Berechnungsgrundlage wie bei der Anlagendeckung, Eigenkapitalquote oder der Gesamtkapitalrentabilität.

## Bilanzsumme als Größenmaßstab
Für die Unterteilung in verschiedene Größenklassen teilt das Gesetz die Kapitalgesellschaften nach § 267 HGB in kleine, mittelgroße und große Kapitalgesellschaften ein; als Maßstab dient dem Gesetz die Bilanzsumme. Das gilt auch für so genannte Kleinstkapitalgesellschaften des § 267a HGB. Verschiedene Gesetze orientieren sich bei der Messung der Unternehmensgröße ebenso an der Bilanzsumme wie bei der Bemessung der Betriebsgröße.
In der Betriebswirtschaftslehre indes ist die Bilanzsumme lediglich im Rahmen der Bankbilanzierung bei Kreditinstituten und Finanzdienstleistungsinstituten ein Größenmaßstab, meistens erhöht um die Eventualverbindlichkeiten zum Geschäftsvolumen. Hier gilt die Bilanzsumme als repräsentative Kennzahl, die einen Vergleich von Banken erlaubt und Rangordnungen von Banken ermöglicht.
Bei Nichtbanken dient die Bilanzsumme meist nicht als repräsentatives Größenkriterium; hier werden vielmehr die Umsatzerlöse oder die Anzahl der Beschäftigten herangezogen; die Bilanzsumme gilt hier lediglich als eines von vielen quantitativen Abgrenzungskriterien.